# Arbosttjärnen
Arbosttjärnen är en sjö i Arvidsjaurs kommun i Lappland och ingår i Åbyälvens huvudavrinningsområde. Arbosttjärnen ligger i Åbyälven Natura 2000-område.